# Inga leiocalycina
Inga leiocalycina är en ärtväxtart som beskrevs av George Bentham. Inga leiocalycina ingår i släktet Inga och familjen ärtväxter. Inga underarter finns listade i Catalogue of Life.